# Anatol Skakowsky
Anatol Skakowsky (eigentlich Anatolij Skakowski, russisch Анатолий Скаковский; * 13. März 1914 in Siedlce; † 2011 in München) war ein russischer Schauspieler, Theaterpädagoge, Regisseur und Vertreter des Realismus. Skakowsky war ein direkter Schüler von Konstantin Sergejewitsch Stanislawski.

## Leben
Er erhielt seine berufliche Ausbildung an der Staatlichen Theaterhochschule (GITIS) in Moskau. Danach arbeitete er als Regisseur an verschiedenen Bühnen in der ehemaligen UdSSR. Nach dem Zweiten Weltkrieg emigrierte Skakowsky in die westliche Besatzungszone Deutschland. Dort übernahm er Regieaufträgen verschiedener Bühnen wie der CMM Bühne, der Spielgemeinschaft „Die Fackel“ oder der Heimatlosen-Bühne. Von 1948 bis 1950 war Skakowsky als freiberuflicher Regisseur und Journalist in München tätig. Weitere Stationen waren dann von 1953 bis 1955 als Regisseur beim „Schauspiel-Nachwuchs-Studio Cläre Wickert“ in Köln und als Mitarbeiter beim Possev-Verlag Frankfurt a. Main (1956). Bis 1979 übte er dann eine Tätigkeit als Produzent und Presentation Specialist bei Radio Free Europe Radio Liberty in München aus. Anschließend war er Dozent am Seminar für Sprache und Schauspiel in Salem und leitete bis 1987 Theaterseminaren und -workshops an der VHS Bodenseekreis.
Seit Anfang der 1980er Jahre übte er in Kempten verschiedene Theateraktivitäten aus, wie Inszenierungen beim Theater Projekt Kempten (TPK) mit Aufführungen im Stadttheater Kempten und übernahm die künstlerischen Leitung des 1991 gegründeten Studio Theater Kempten. Seine Produktion Langusten wurde im September 1997 beim Baden-Badener Theaterfestival mit dem Anerkennungspreis ausgezeichnet. Er arbeitete am Aufbau eines Theaterprojekts beim UNESCO-Club „OBRIJ“ e.V. in München – ein Projekt, das zur Unterstützung des Integrationsprozesses beitragen sollte – mit.